# Héctor el Father: Conocerás la verdad
Héctor el Father: Conocerás la verdad es una película puertorriqueña autobiográfica basada en la vida del excantante de reguetón Héctor el Father. Fue estrenada el 22 de marzo de 2018 en los cines de Puerto Rico.
Esta autobiografía de Héctor Delgado, recorre desde su niñez hasta convertirse en uno de los mayores exponentes del género urbano, pero los resultados de esa vida no le complacieron y le llevaron a intentar quitarse la vida. Tras ser víctima de un tiroteo en una gasolinera de Puerto Rico, dejó de ganarse al menos 200.000 dólares por presentación y ser «devoto de Jesús».

## Sinopsis
“Conocerás la verdad” muestra a ese Hector "El Father" que era conocido como el “El papá del género urbano", el reguetonero de 'la torta', y cómo su éxito en el ambiente musical se veía opacado por su vida fuera del escenario, sus relaciones personales y vida de la calle. A pesar de la fama, el dinero y el poder, sus luchas internas amenazaban con destruir y lastimar a todos los que estaban a su alrededor, por lo que debió tomar una de las decisiones más importantes en su vida: si continuar con el camino que le aseguraba la oscuridad o buscar la luz de Jesús.

## Reparto
| Actor               | Personaje                                          |
| ------------------- | -------------------------------------------------- |
| Héctor Delgado      | Héctor el Father                                   |
| Rainier Quintana    | El Enano                                           |
| Jorge Blanco Muñóz  | Carlitos                                           |
| Omar Cruz Soto      | Nebula                                             |
| Blas Sien Diaz      | Vaquero                                            |
| Carlos Ferrer       | Padre de Héctor                                    |
| Aidita Encarnación  | Madre de Héctor                                    |
| Lian Machín         | Esposa de Héctor                                   |
| Tito el Bambino     | El Mismo                                           |
| D.Ozi               | Ángel Ayala Vázquez "Ángelo Millones" "El Booster" |
| Yomo                | El Mismo                                           |
| Wisin               | El Mismo                                           |
| Daddy Yankee        | El Mismo                                           |
| Steven Joel Vásquez | Héctor de Niño                                     |

## Tráiler de la película
En septiembre del 2014, se estrenó el tráiler oficial de la película “Conocerás La Verdad” la cual narra la vida del ex reggaetonero Héctor “el Father”. En ese momento estaba claro que el que interpretaría a Hector iba a ser Farruko pero quien terminaría interpretando el papel protagónico sería el propio Hector.
Según reporta Primera Hora, Delgado explica que “Farruko no podrá actuar en la cinta por lo complicado de su agenda. Además, participar en la misma implicaría que detenga su carrera por tres meses".